# استن چارلتون (بازیکن فوتبال)
استن چارلتون (انگلیسی: Stan Charlton Sr.; ۱۶ نوامبر ۱۹۰۰ – ۱۹۷۱ (۷۰−۷۱ سال)) بازیکن فوتبال اهل بریتانیا بود.
از باشگاه‌هایی که در آن بازی کرده‌است می‌توان به باشگاه فوتبال اکستر سیتی، باشگاه فوتبال کریستال پالاس، و باشگاه فوتبال نیوپورت کانتی اشاره کرد.